# Leucoraja circularis
Leucoraja circularis е вид акула от семейство Морски лисици (Rajidae). Видът е уязвим и сериозно застрашен от изчезване.

## Разпространение и местообитание
Разпространен е в Албания, Алжир, Великобритания (Северна Ирландия), Гърция, Египет, Испания, Италия, Мароко, Норвегия, Португалия, Словения, Тунис, Турция, Франция, Хърватия и Черна гора.
Обитава пясъчните дъна на морета и заливи. Среща се на дълбочина от 9 до 676 m, при температура на водата от 7,5 до 11,8 °C и соленост 34,8 – 35,6 ‰.

## Описание
На дължина достигат до 1,2 m.
Популацията на вида е намаляваща.